# Vranjska (Bosanska Krupa)
Vranjska (szerbül: Врањска) falu Bosznia-Hercegovinában, a Bosznia-hercegovinai Föderáció Una-Szanai kantonjában, Bosanska Krupa községben.

## Fekvése
Bosznia-Hercegovina északnyugati részén, Bihácstól légvonalban 20, közúton 25 km-re keletre, Bosanska Krupa központjától légvonalban 4, közúton 6 km-re délre fekvő dombos területen fekszik.

## Népessége
| Nemzetiségi csoport | Népesség 1991 | Népesség 2013 |
| ------------------- | ------------- | ------------- |
| Szerb               | 538           | 124           |
| Bosnyák             | 1             | 0             |
| Horvát              | 0             | 0             |
| Jugoszláv           | 2             | 0             |
| Egyéb               | 12            | 0             |
| Összesen            | 553           | 124           |